# Santa Venerina
Santa Venerina – miejscowość i gmina we Włoszech, w regionie Sycylia, w prowincji Katania.
Według danych na rok 2004 gminę zamieszkiwało 7891 osób, 438,4 os./km².